# Harvestad

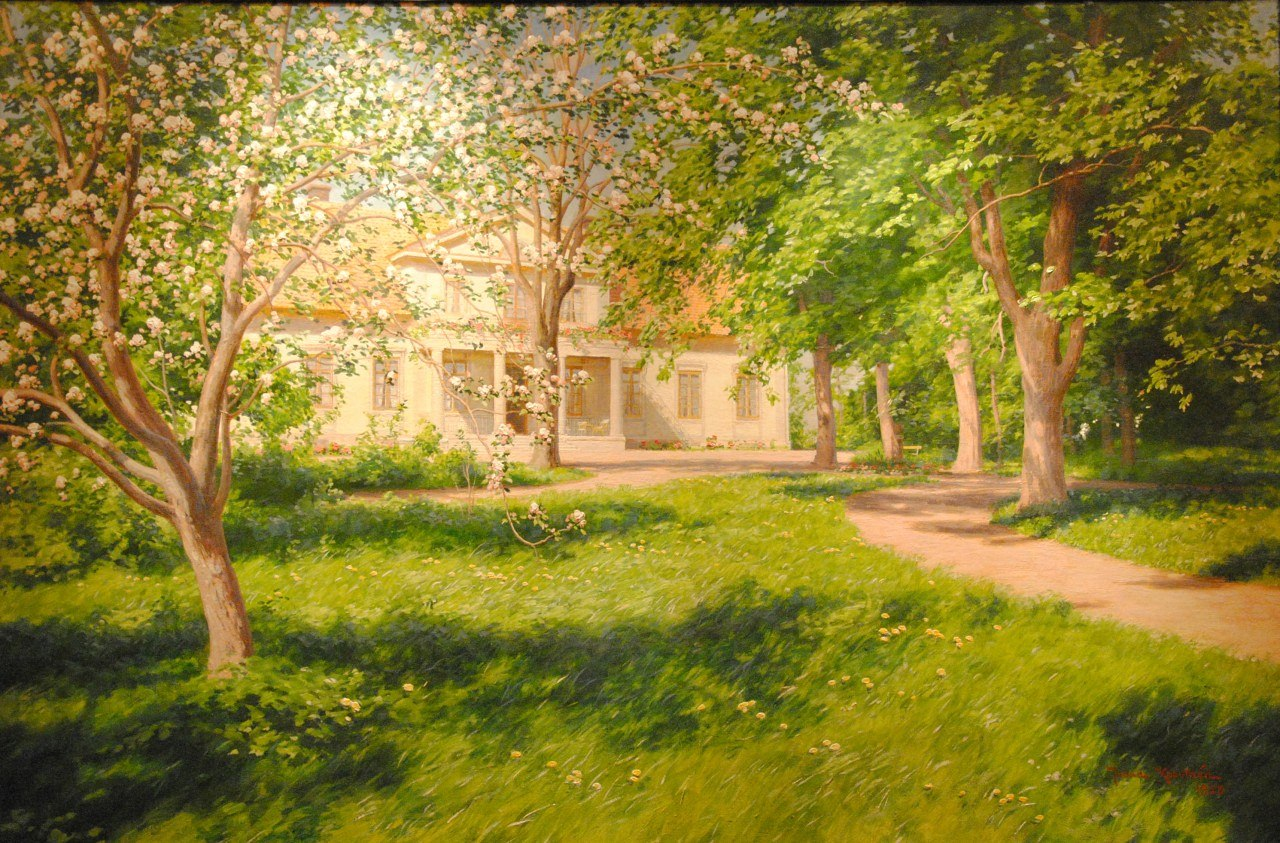
Harvestad gård 1923, av Johan Krouthén.

Harvestad är en gård mellan Sturefors och Linköping i Östergötland, med historik från 1300-talet.

## Historik
1385 blev Bo Jonsson Grip ägare av Harvestad. På 1600-talet anges fastigheten bestå av fyra gårdar. Under 1700-talet låg Harvestad under Kronan som militärboställen, och därefter följde en rad privata ägare. 1852 övertogs gården av Henrik Gyllenram. Efter en brand på 1850-talet lät Gyllenram byggmästaren Jonas Jonsson i Linköping bygga den nuvarande huvudbyggnaden, och näste ägare var överste Hampus Mörner. 1903-1956 ägdes Harvestad av Ivar Samuelsson, som skänkte gården till hushållningssällskapet som reste en minnessten över donationen. Stenen står sedan 2002 i hembygdsparken. Under början av 1970-talet beboddes gården av professor Yngve Larsson. 1975 köptes gården och ägorna av Linköpings kommun som avstyckade huvudbyggnaden och sålde den.

### Webbkällor
- landerydhbf.se